# Costantino Barbella

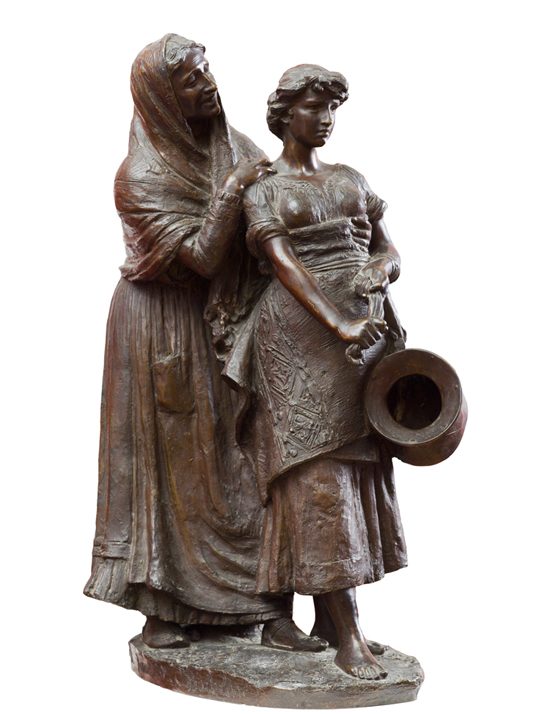
Lotta intima, Costantino Barbella

Costantino Barbella (Chieti, 31 gennaio 1852 – Roma, 5 dicembre 1925) è stato uno scultore italiano.

## Biografia
Nacque a Chieti nel 1852 da Sebastiano e Maria Bevilacqua, entrambi commercianti: fu iniziato, nonostante la sua riluttanza, al mestiere dei genitori.
Si dilettava a modellare statuine per i presepi, che poi vendeva nella sua bottega: le sue opere furono notate e apprezzate da Francesco Paolo Michetti, che lo incoraggiò in tale attività.
Grazie a un sussidio della provincia di Chieti, riuscì a frequentare la Reale Accademia di belle arti di Napoli, dove fu allievo di Stanislao Lista, maestro anche di Vincenzo Gemito.
Si specializzò nelle composizioni di piccolo formato in terracotta o in bronzo, raffiguranti soprattutto scene contadine e costumi della sua terra che portarono lo scultore al successo in Italia e all'estero: nel 1875 una sua scultura, la gioia dell'innocenza, fu acquistata da Vittorio Emanuele II e donata al Museo nazionale di Capodimonte.
Curò l'allestimento della sezione italiana alla Mostra Universale di Anversa del 1894: questo gli consentì di estendere la sua fama all'estero. Fu anche nominato professore onorario dell'Istituto Reale di Belle Arti.
Nel 1899 partecipò alla III Esposizione internazionale d'arte di Venezia.
Fu grande amico degli altri grandi artisti abruzzesi della sua epoca: Francesco Paolo Tosti, Gabriele D'Annunzio e Francesco Paolo Michetti, con i quali era solito villeggiare, in gioventù, presso un antico convento francescano sconsacrato sito a Francavilla al Mare (noto come convento Michetti). Morì quasi cieco a Roma nel 1925.
Gli è intitolato il Museo civico di Chieti.

## Bibliografia

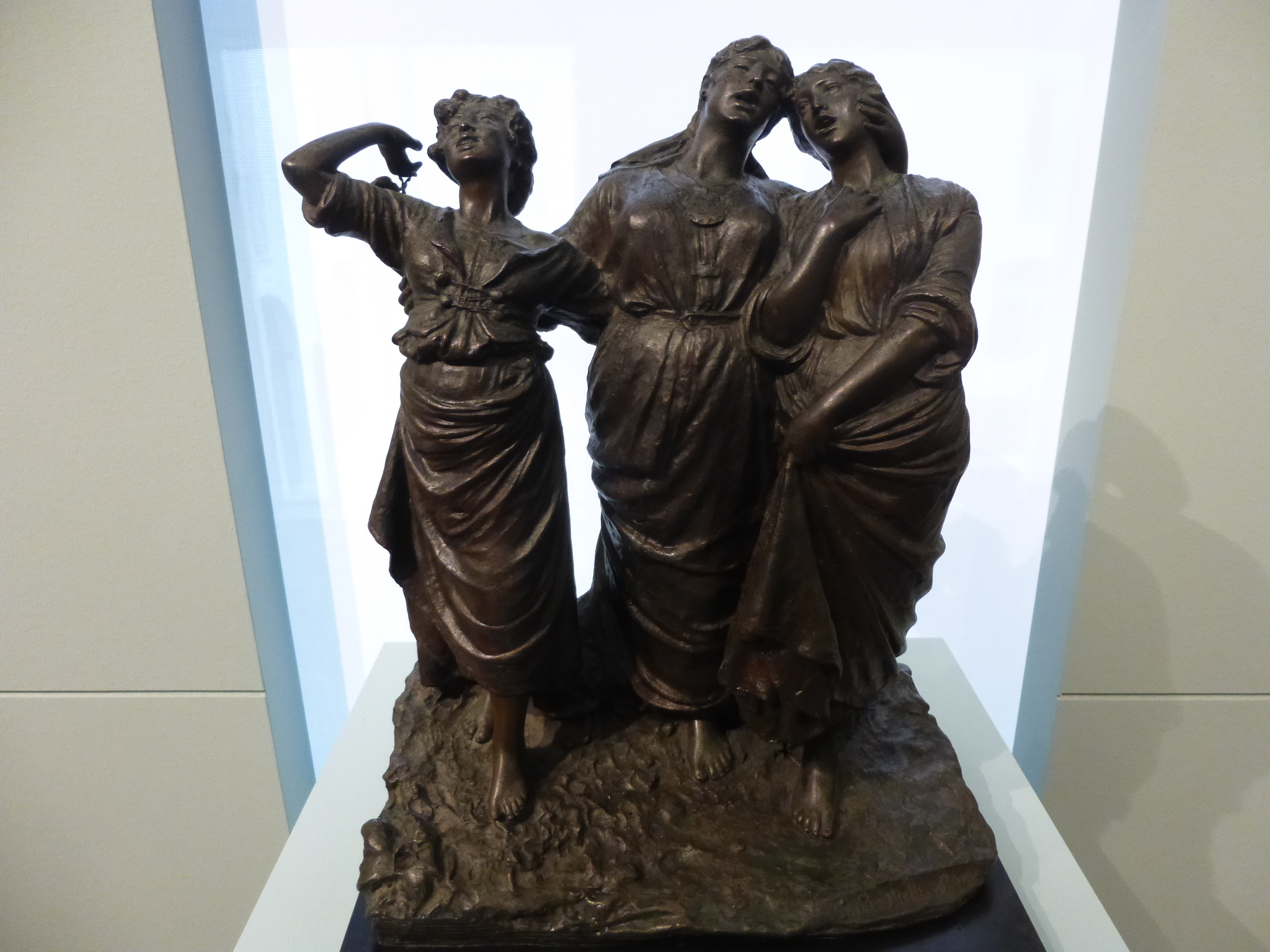
Canto d'amore, Roma

## Opere

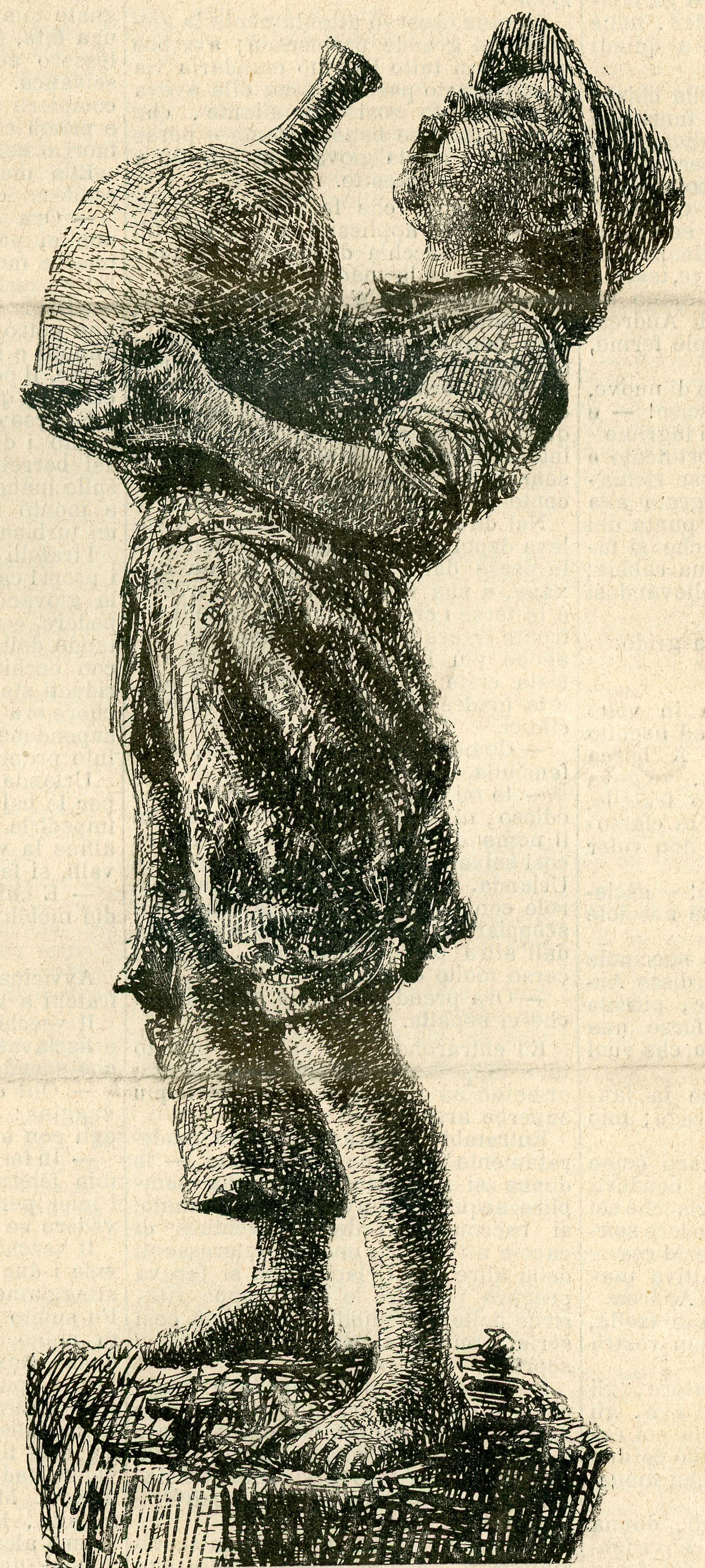
Il fiasco di San Martino, nel Museo d'arte Barbella, Chieti, qui incisione di Michetti

Sin dai primi anni di formazione, il Barbella si legò al gruppo degli acculturati abruzzesi quali Gabriele D'Annunzio, Basilio Cascella, Francesco Paolo Michetti ed Edoardo Scarfoglio. Frequentò assiduamente il cenacolo del convento Michetti a Francavilla al Mare. Dopo alcune bozze di scultura, nel 1877 giunse la notorietà con Canto d'amore, presentata all'Esposizione Nazionale di Belle Arti a napoli, ed acquistata dal Conte Gagliani, opera che gli procurò il riconoscimento in ambito accademico con la nomina di professore onorario dell'Istituto Reale di Belle Arti. Al 1875 risale La Morte, conservato nel Museo d'arte "C. Barbella" di Chieti.

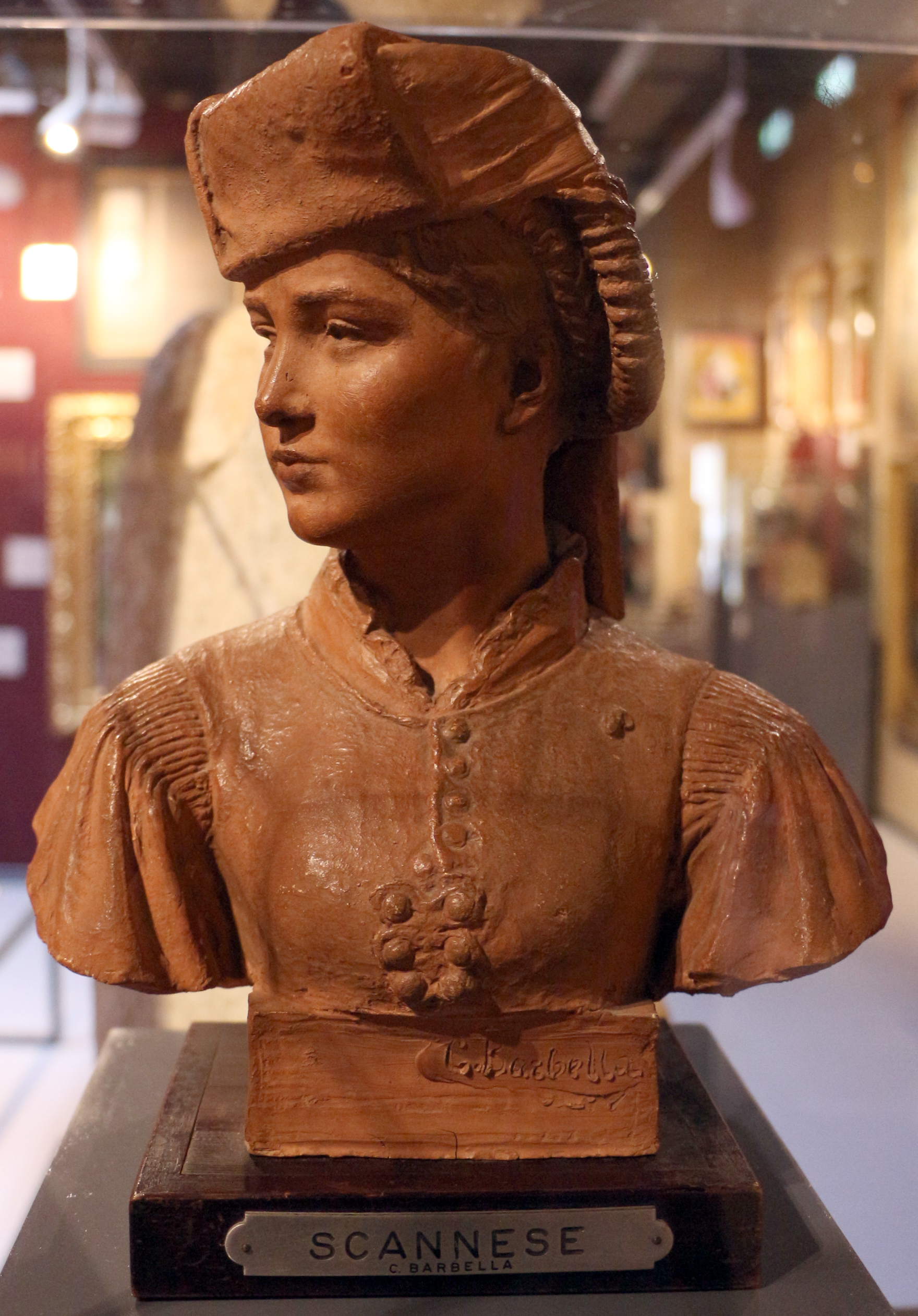
La Scannese, collezione privata

Gli anni successivi videro l'affermazione di Costantino nel panorama internazionale sia in Italia che a Parigi, dove Barbella vinse il secondo premio, nel 1880 alla IV Esposizione di Belle Arti di Torino successivamente e nel XCVII Salon di Belle Arti della "Società d'artisti francesi", dove si recò con Michetti. L'incarico di allestimento della sezione italiana della Mostra Internazionale di Anversa, nel 1884, mise in contatto il Barbella con gli artisti stranieri, e gli confermò il successo e la considerazione nelle maggiori città europee.
Subito dopo il Barbella restò ospite del convento di Francavilla, nel 1898 conobbe anche il compositore Pietro Mascagni per cui realizzò un busto, oggi conservato nel museo d'arte a Chieti. Il filologo abruzzese Vincenzo Bindi scoprì la bontà del legame tra l'artista e il doctus, nel 1883, sottolineando la collaborazione tra Barbella e Michetti molto buona e prolifica per la creazione di nuova arte abruzzese internazionale. La cospicua raccolta dello scultore che si trova a Chieti nel Palazzo Martinetti Bianchi, testimonia la grandezza dell'autore nella rappresentazione della civiltà contadina abruzzese di tardo Ottocento, sia nei modi che nella tecnica, ma è anche la dimostrazione evidente di come Barbella riuscisse a tradurre la pittura dell'amico Michetti, che prediligeva lo stesso tema locale, nella sua personale forma plastica. Nel Museo Barbella di Chieti sono conservate numerose opere in terracotta e in bronzo, oltre ad alcuni bozzetti, di proprietà del Comune, gruppi e singoli di scene di vita abruzzese, come Risveglio - Onomastico del nonno - Triste storia, busti a ritratto di personaggi illustri come il Mascagni. Tutte esprimono l'essenza di simbiosi artistica, di verismo di Michetti e realistica forma plastica di Barbella, spontanea e schietta.
Nonostante l'enorme successo che ebbe in vita, Barbella ha sofferto di giudizi di una critica severa per le sue opere, e solo nel 1934 si organizzò a Roma presso il Circolo della Stampa Estera una mostra a lui dedicata nel Palazzo Torlonia, anche se sembra che i familiari ne avessero allestita un'altra in via Flaminia nel 1926. La critica ha rimproverato a Costantino Barbella di aver mantenuto uno stile di figurina da presepe e di bozzetto per le sue opere, non permettendo di coniugarsi con quella ricerca di vita che caratterizzò gli spetti migliori del verismo italiano.
Benché alcune opere scultoree si trovino anche nella casa natale di Gabriele D'Annunzio a Pescara, oggi museo, nel museo d'arte di Chieti, è conservata la stragrande maggioranza di scultore del Barbella, disposte in ordine cronologico in modo da comprendere la formazione artistica dell'autore.

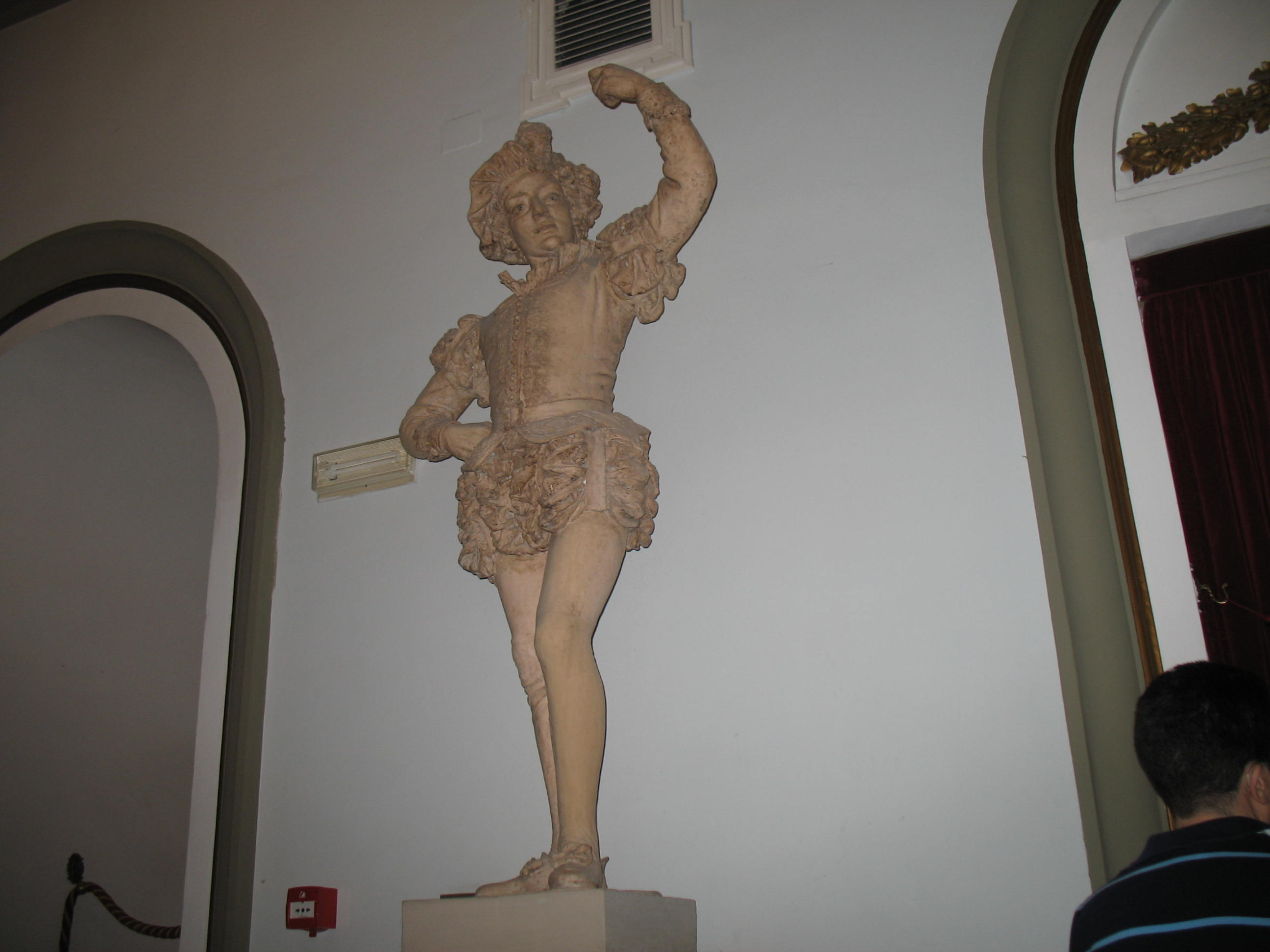
Un paggio di Barbella al Teatro Marrucino di Chieti

Tra le prime opere figurano il Montagnolo e Donna di Scanno, realizzate intorno al 1875. La prima mostra il busto di un fanciullo con al collo il "breo", ossia piccola tasca con le erbe scaramantiche che le madri dei monti abruzzesi solevano appendere al collo dei bambini contro il Maligno, nella seconda mostra il busto di una donna in scala ridotta, a forma di figurina da ritratto di maniera nel modello napoletano, a cui si dedicarono anche i pittori Palizzi di Vasto. Successivamente vi è Luce nelle tenebre, dove un giovane in ginocchio mostra tra le mani in segno sofferente un busto incompiuto di donna, che stringe al petto. Il primo vero capolavoro di Barbella è La Morte, realizzato per il sepolcro di Luigi Vicoli nel 1875: l'idea del trapasso è evocata dall'unità di due figure, quella della persona in vita e dello scheletro, accasciato e al tempo forte nella stretta della mano sinistra dell'uomo, a bocca dischiusa, come se volesse fuggirne. Il secondo è il gruppo di Canto d'amore, 1877, dove si rievoca il tema mitico delle tre Grazie, sotto forma di contadine-muse abruzzesi.
Altre opere di ambito abruzzese sono Bacio galante - Gioia dell'innocenza, poi i busti del Mascagni (1898), del Maestro Braga (1919), mentre altre opere della maturità sono Onomastico del nonno - Testa di fanciullo - Risveglio. A Chieti nell'atrio del Teatro Marrucino si trovano i due paggi monumentali in cartapesta del Barbella, originalmente dipinti, dei primi anni del '900.

## Nel cinema
Il personaggio di Barbella viene interpretato da Mario Mina nel film "Torna caro ideal" (1939) per la regia di Guido Brignone.

## Musei
Elenco dei musei che espongono opere dell'artista:
- Museo d'arte Costantino Barbella, Chieti
- Museo della battaglia, Ortona
- Museo Casa Natale di Michelangelo Buonarroti, Caprese Michelangelo
- Galleria nazionale d'arte moderna e contemporanea, Roma
- Museo nazionale di Capodimonte, Napoli
- Museo civico di Teramo